# 靈懷皇后
靈懷皇后王榮（2世纪—181年4月9日），汉灵帝美人，汉献帝生母。

## 家世
王榮出身邯鄲，祖父王苞，任官五官中郎将；父王章，居貧不任官；王榮有一同母或異母兄長，名王斌。

## 生平
王榮姿色秀丽，聪敏有才，能书会计，以家人子的身份选入掖庭，封為美人。当时漢靈帝的皇后何氏“性强忌，後宫莫不震慑”。王美人怀孕后，畏惧何皇后，服药欲堕胎，而胎安不动，又数次梦到肩負著太陽行走，是為吉兆。光和四年（181年），王美人生下皇子刘协後，遭到何皇后忌恨而被毒殺。漢靈帝大怒，甚至想廢除何皇后，因宦官的求情而打消念頭。漢靈帝憐憫劉协，又懷念王榮，於是創作了《追德赋》、《令仪颂》。
永汉元年（189年），其子刘协被董卓立为皇帝，是为汉献帝。兴平元年（194年），有司上奏追尊王美人为灵怀皇后，改葬文昭陵。

## 艺术形象

### 影视形象
- 周顯揚执导電影《真·三國無雙》（2021年）：由杨紫彤飾演靈懷皇后。

### 游戏形象
- 三国杀(2021年)